# Ortsauflösung
Ortsauflösung oder Detektorauflösung ist ein Begriff aus dem Bereich der Physik. Die Ortsauflösung beschreibt einen räumlichen Abstand innerhalb eines gemessenen Detektorsignals, bei dem zwei unterschiedliche Signale noch getrennt werden können (Detailerkennbarkeit). Bei der Detektorauflösung kann es auch ein zeitlicher Abstand innerhalb des Detektorsignals sein. Die zu bestimmenden Messgrößen können beispielsweise zeitliche Variationen der Teilchenzahl oder die Energieverteilung eines Teilchenstrahls sein.

## Ermittlung
Zur Ermittlung der räumlichen Auflösung stehen zwei unterschiedliche Möglichkeiten zur Verfügung.
1. Die Bestimmung der Modulation Transfer Function (MTF) aus der Messung der Kante eines Zylinders. Diese Funktion zeigt eine Kontrastamplitude in Abhängigkeit von der Ortsauflösung. Die ISO-Norm 15708-2:2002 beschreibt die Berechnung.[3]
2. Die Bestimmung des Kontrastes vom Material zum Hintergrund in Abhängigkeit von der Strukturgröße der Linienpaare.

Um das optische Auflösungs- oder Strukturauflösungvermögen zu beurteilen, wird in erster Linie die Modulationstransferfunktion verwendet, mit der ermittelt wird wie viele nebeneinander liegende schwarzweiße Linienpaare noch differenziert abgebildet werden. Je höher die Anzahl der Linienpaare, desto besser ist das verwendete Objektiv. Hier spricht man auch von Grenzauflösung.